# Los Álamos (Nuevo México)
Los Álamos es un lugar designado por el censo ubicado en el condado de Los Álamos en el estado estadounidense de Nuevo México. En el censo de 2010 tenía una población de 12 019 habitantes y una densidad poblacional de 416,34 personas por km².

## Historia
Las ruinas de los asentamientos Puebloan permanentes, como los ubicados en las cercanías del Monumento Nacional de Bandelier y Tsankawi, y muchos otros sitios, como las viviendas en los acantilados, indican que el área ha estado habitada durante varias épocas desde alrededor de 1150 d. C. Se cree que los primeros pobladores de la meseta fueron nativos americanos de habla Keres alrededor del siglo X. Alrededor de 1300, los colonos Tewa emigraron de la Región de las Cuatro Esquinas y construyeron grandes ciudades, pero fueron expulsados en 50 años por las incursiones de Navajo y Apache y por la sequía.
A fines del siglo XIX, los colonos utilizaron la tierra para la ganadería. La mayoría de los colonos construyeron cabañas de troncos simples en las que solo vivían durante el clima cálido para alimentar al ganado. Muchos de los colonos se mudaron más tarde al Valle del Río Grande, que es más cálido. En 1917, el granjero Harold H. Brook vendió parte de sus terrenos y edificios a Ashley Pond II, un hombre de negocios de Detroit que fundó la Escuela de Rancho Los Álamos. El área se utilizó para enseñar a los jóvenes la ganadería básica y otras habilidades de supervivencia al aire libre.
En 1943, durante la Segunda Guerra Mundial, el Departamento de Guerra de los Estados Unidos ejerció un dominio eminente sobre la Escuela Ranch y todas las propiedades restantes en el área para que la ubicación relativamente aislada pudiera usarse para el Proyecto Manhattan secreto, que finalmente desarrolló la primera planta nuclear del mundo de las armas. Las instalaciones para la investigación y el desarrollo se construyeron rápidamente y se asignaron científicos e ingenieros de todo el mundo al proyecto, sin embargo, toda la información sobre la ciudad y el proyecto se mantuvo en secreto lejos de la conciencia pública. El personal militar se refirió a Los Álamos con el nombre en clave "Sitio Y", y muchos en la cercana Santa Fe lo conocían solo como "La colina". La ubicación específica del proyecto y de todos sus residentes también se ocultó al designar su dirección postal como PO Box 1663, Santa Fe, NM. Todas las cargas de camiones entrantes fueron etiquetadas falsamente como artículos comunes para ocultar la verdadera naturaleza de su contenido, y los oficiales militares censuraron cualquier correspondencia saliente de quienes trabajaban y vivían en Los Álamos. No fue sino hasta después del bombardeo de Hiroshima que se dio a conocer al público de la información sobre el propósito del Proyecto Manhattan.
En los años posteriores a la Segunda Guerra Mundial, el laboratorio se estableció como una instalación gubernamental de investigación bajo el Departamento de Energía y ahora se conoce como Laboratorio Nacional de Los Álamos.

## Geografía
Los Álamos se encuentra ubicado en las coordenadas 35°53′38″N 106°17′28″O / 35.89389, -106.29111. Según la Oficina del Censo de los Estados Unidos, Los Álamos tiene una superficie total de 28.87 km², de la cual 28.86 km² corresponden a tierra firme y (0.04%) 0.01 km² es agua.

## Demografía
Según el censo de 2010, había 12 019 personas residiendo en Los Álamos. La densidad de población era de 416,34 hab./km². De los 12 019 habitantes, Los Álamos estaba compuesto por el 85.91% blancos, el 0.62% eran afroamericanos, el 0.85% eran amerindios, el 7.17% eran asiáticos, el 0.07% eran isleños del Pacífico, el 2.52% eran de otras razas y el 2.85% pertenecían a dos o más razas. Del total de la población el 14.62% eran hispanos o latinos de cualquier raza.

## Laboratorio Nacional de Los Álamos
Cerca de la ciudad se encuentra el Laboratorio Nacional de Los Álamos.  El laboratorio se fundó durante la Segunda Guerra Mundial como una instalación secreta y centralizada para coordinar el desarrollo científico del Proyecto Manhattan, el proyecto Aliado para conseguir las primeras armas nucleares.